# Normisjon
Normisjon er et norsk missionsselskab, der 1. januar 2001 blev etableret som en sammenslutning af to indremissionsselskaber (Det norske lutherske indremissionsselskab og Langesundsfjordens indremisjonsselskap) og ét ydremissionsselskab (Den norske Santalmission). Normisjon blev stiftet et år efter det danske søsterselskab, Danmission, der også er en fusion, dog kun af ydremissionsselskaber.
| Forening eller organisation | Spire Denne artikel om en forening eller organisation er en spire som bør udbygges. Du er velkommen til at hjælpe Wikipedia ved at udvide den. |